# Rollin' with the Nines
Rollin' with the Nines è un film del 2006 diretto da Julian Gilbey.
Pellicola ambientata principalmente nel sud di Londra, che narra le vicende di un gruppo di rapper che diventeranno degli spacciatori di droga. I protagonisti sono Vas Blackwood, Robbie Gee, Simon Webbe e Billy Murray.

## Trama
Il gruppo Hip Hop londinese dei "Time Served" vorrebbe fare successo e vivere come le stelle del rap. Il loro sogno crolla quando uno dei loro membri, Too Fine, viene ucciso dal trafficante di droga Temper, per un debito. Di ritorno nel suo appartamento dopo l'omicidio, la sorella di Too Fine, Hope, troverà lo stesso narco-trafficante in cerca dei soldi. Dopo averle dato due giorni di tempo, e averle minacciato lo sterminio della sua famiglia, la stupra e se ne va. Mentre questo avviene, gli altri due membri del gruppo, Rage e Finny scoprono che avendo firmato come un gruppo di tre rapper, il loro contratto con la morte di Too Fine, è nullo. Con la premessa di ridargli i soldi, Hope va a casa di Temper con un fucile a canne mozze. Dopo averlo ucciso lei torna da Finny. Sapendo che Temper ha due scagnozzi, Chosen-one e Cronich, che verranno a darle la caccia, Finny, Rage e il loro amico Pushy decidono di finirla e giurano di ucciderli. Andando al loro night-club preferito, uccidono i due, e nel fuoco incrociato, una cameriera rimane colpita.
Hope è quindi contattata dalla David Brumby, un grosso narco-trafficante, e guarda caso, anche il maggior fornitore di Temper. I due si mettono d'accordo nella sostituzione di Temper, e lei insieme a Finny, Rage e Pushy, entrano nel traffico di droga. Nel frattempo, il poliziotto Andy White sta indagando sul caso della cameriera uccisa nel night. Insieme al compagno di squadra, arresta uno spacciatore, Yardie e vengono a sapere degli agganci dell'ex gruppo e cominciano a seguire Rage, Finny e Pushy. Ne scaturisce un inseguimento e Finny viene beccato a piedi dopo che la sua macchina si è capovolta. Dopo essere stato quasi ucciso in carcere, e a fronte di pesanti accuse, decide di tradire i suoi compari e ne denuncia i nomi ai poliziotti.
La polizia arriva ad arrestare tutti gli interessati, compresi Rage, Pushy e Brumby, ma non Hope. Pushy chiama Hope e le dice che la spiata è venuta da Finny, ma lei riattacca non credendogli fino in fondo. Finny poi cerca di convincere Hope a lasciare Londra con lui. Hope scopre la verità e pugnala Finny, e scarica il suo corpo in una macchina. Con la sua morte dell'unico testimone, White deve lasciare liberi Rage, Pushy e Brumby. Pensando di essere completamente al sicuro, Rage e Pushy escono per festeggiare, ma saranno uccisi nel parcheggio di un pub da uomini di Brumby, su ordine del detective White, che rimpiazza il gruppo nel narco traffico.

## Colonna sonora
1. Ms. Dynamite & Akala: "Don't Do That"
2. Hyper Hitman & S. Dee: "Back Down"
3. Life & Rodney P: "Ghetto War Cry"
4. Kano: "Buss Dat"
5. JC, Major Yardie & Shabba D: "Streets"
6. Shy Fx: "On The Run"
7. Life, Skinnyman & Sway: "The Whole Nine"
8. Northstar: "Rollin' with the Nines"
9. Swiss: "Talk 2 Me"
10. Camilla, Gemma Fox & Lady Fury: "Girls Gotta Do"
11. Daze, Hyper Hitman & J2K: "Dutty Life"
12. P.D.C: "Gangster"
13. Dizzee Rascal & Klass A: "Money"
14. Simon Webbe & UK Team: "2 Step"
15. S Elle: "U Choose"
16. Kano: "Ghetto Kid"
17. Corey J, Gappy Ranks & Jagwa : "Make Way"
18. Sizzla: "Rise to the Occasion"
19. Sizzla: "Wrath"